# 20.º Jamboree Mundial Escoteiro
O 20.º Jamboree Escoteiro Mundial aconteceu na base naval de Sattahip, Tailândia, entre 28 de dezembro de 2002 e 8 de janeiro de 2003 - o 62.º aniversário da morte de Lord Baden-Powell, o fundador do Movimento Escoteiro. Foi o segundo Jamboree Mundial realizado no sudeste da Ásia depois que as Filipinas sediaram o evento em 1959.
O Jamboree proporcionou a 24.000 escoteiros de todo o mundo a oportunidade de passar 12 dias acampando juntos e participando de atividades voltadas para o autodesenvolvimento e responsabilidade social, no âmbito do método educacional Escoteiro. O Jamboree promoveu o progresso e a unidade do Movimento Escoteiro Mundial e o vinculou fortemente à cultura asiática, tanto em termos de atividades, principalmente de dança tailandesa, quanto de método.
O tema do 20.º Jamboree Escoteiro Mundial foi Share our World, Share our Cultures (Compartilhe seu mundo e suas culturas).
Como nos Jamborees anteriores, o tamanho padrão da tropa era de 36 jovens mais 4 líderes adultos.
O 20.º Jamboree Escoteiro Mundial foi realizado em Sattahip, província de Chonburi, por volta de 180 quilômetros (110 mi) sudeste de Bangkok. O acampamento estava localizado em uma praia no Golfo da Tailândia, cobrindo 1200 hectares e consiste em planícies, contrafortes e uma praia de areia branca.
O emblema mostra um telhado típico tailandês. As empenas em forma de A no telhado representam o desenvolvimento das tradições e culturas da Tailândia e o compartilhamento dessas tradições de geração em geração.

Na Cerimônia de Encerramento, uma mensagem gravada do Exmo. Betty Clay (filha de Baden-Powell), então com 85, a filha mais nova do Fundador, foi transmitida.